# بشارة زلزل
الدكتور بشارة بن جبرائيل زلزل (1851 - نوفمبر 1905)، طبيب وباحث لبناني. تلقى تعليمه في الكلية الأمريكية ببيروت.

## عمله بالصحافة
اشترك زلزل مع اللغوي والصحفي اللبناني إبراهيم اليازجي وخليل سعادة في إصدار مجلة الطبيب في بيروت، وهي مجلة نصف شهرية صدرت عامي 1884 و1885، كما شارك إبراهيم اليازجي في إصدار مجلة البيان، وهي مجلة شهرية أدبية طبية صناعية، صدر عددها الأول في القاهرة في أول مارس 1897 في 48 صفحة من القطع العادي الوسط، وظلت تصدر لعامين متواصلين (1897 - 1899).

## مؤلفاته وكتاباته
- تكملة الحديث في الطب القديم والحديث: وهو ذيل على كتاب دعوة الأطباء لابن بطلان،[1] صدر عن المطبعة الخديوية سنة 1319 هـ/1901م.[3]
- تنوير الأذهان في علم حياة الحيوان والإنسان وتفاوت الأمم في المدنية والعمران:[1] صدر الإذن بطبعه من نظارة المعارف بالآستانة في 13 رجب 1297 (1879 م)، ثم طُبع المجلد الأول منه بعد ذلك بمطبعة مجلة الجامعة في الإسكندرية.[3][4]
- النفحة العطرية في حالتنا العلمية[1][5]
- رسالة في الهواء الاصفر والوقاية منه وعلاجه[5]

وله أيضًا أبحاث في مجلتي الطبيب والمقتطف وغيرهما، إلى جانب مؤلفات لم تُطبع.

## وفاته
توفي بشارة زلزل في الإسكندرية في نوفمبر 1905.

## وصلات خارجية
- مقالات الكاتب في أرشيف المجلات الأدبية والثقافية.